# 이반 얀콥스키
이반 얀콥스키(러시아어: Иван Янковский, 1990년 10월 30일 ~ )는 러시아의 배우이다.